# Lilia Portalatín Sosa
Lilia Portalatín Sosa (1912–1987) var en dominikansk politiker.
Hon var utbildningsminister 1964.
Hon var sitt lands första kvinnliga minister. 